# Gemina
 (août 2025).
GEMINA (GEnerale Mobiliare INteressenze Azionarie) est une société holding financière italienne, créée en 1961, cotée à la Bourse italienne de Milan en 1981 et intégrée dans le groupe Atlantia de la famille Benetton le 1er décembre 2013.

## Historique
- 1961 : constitution de la Compagnia Generale Alimentare Srl, holding dans le secteur alimentaire,
- années 1970, changement de dénomination sociale en GEMINA - GEnerale Mobiliare INteressenze Azionarie S.p.A., et début de l'activité de holding de participations industrielles,
- 1981 : la société est cotée à la Bourse de Milan,
- années 1980 : fait son entrée officielle dans le secteur financier et de merchant banking, (Les merchant banks sont des banques d'affaires, qu'on appelle aussi banques d'investissements en France et en Angleterre investment banks)
- 1996 : les activités du secteur financier sont progressivement cédées,
- mars 1997 : la société GEMINA SpA est scindée de deux avec la constitution de HdP - Holding de Participations, dans laquelle seront transférées toutes les participations dans des sociétés industrielles,
- avril 2005, GEMINA SpA, actionnaire majoritaire (29.96 %) de la première entreprise italienne de BTP Impregilo SpA cède une partie du capital détenu (18,16 %) à la société IGLI SpA,
- novembre 2006 : GEMINA SpA vend le solde de sa participation (11,83 %) dans Impregilo à « IGLI SpA »,
- juillet 2007 : GEMINA SpA cède la totalité de sa participation dans RCS MediaGroup,
- septembre 2007 : le groupe Benetton achète 31,5% de la société Infrastrutture e Sviluppo SpA au fonds de Private equity Clessidra,
- 1er décembre 2013 : la société Gemina SpA procède à une fusion-absorption avec Atlantia, important holding de la famille Benetton. La valeur Gemina est rayée du listing de la Bourse de Milan dès le lendemain.

## Portefeuille des participations détenues
- 95,76 % de Aeroporti di Roma - ADR S.p.A., gestionnaire des aéroports romains
- 100 % de Elilario Italia SpA, société de services de transports par hélicoptères,
- 40 % de SITTI SpA, systèmes de communication pour le Contrôle du Trafic Aérien (ATC), 33 % à l'exportation,
- 45,55 % de Sistemi di Energia SpA, production d'énergie électrique et thermique, capacité de production installée = 150 GW,
- 20,35 % de Pentar SpA, société de services, conseil en participations stratégiques industrielles,
- 0,25 % de « 3 Italia SpA », téléphonie mobile.

## Actionnaires
- 23,92 % "Investimenti Infrastrutture SpA",
- 12,66 % Mediobanca
- 12,27 % Silvano Toti Spa,
- 5 % Sintonia SA,
- 3,09 % Premafin Finanziaria SpA holding financière de la famille Ligresti,
- 2,88 % la société d'assurances Assicurazioni Generali
- 2,04 % la première banque italienne Unicredit
- 1,32 % Fassina Partecipazioni Srl

Source pour la participation de "Investimenti Infrastrutture S.p.A." : Benettongroup.com
Selon bilan 2008 de la société